# Xã Ottumwa, Quận Coffey, Kansas
Xã Ottumwa (tiếng Anh: Ottumwa Township) là một xã thuộc quận Coffey, tiểu bang Kansas, Hoa Kỳ. Năm 2010, dân số của xã này là 716 người.